# 가지가야역
가지가야역(일본어: 梶が谷駅, かじがやえき)은 일본 가나가와현 가와사키시 다카쓰구에 있는 도쿄 급행 전철의 역이다. 역 번호는 DT11이다.

## 역사
- 1966년 4월 1일: 영업 개시.
- 1991년 9월: 본 역에서 사용된 계전 연동 장치를 쇼와 철도 고등학교에 기증.
- 2007년
  - 5월 3일 ~ 6일: 역 개량 공사 진척에 따라 4번 승강장의 선로 이설, 급행을 포함한 모든 상행선 열차가 3번 승강장으로 주행하게 됨.
  - 5월 7일: 4번 선을 통과 전용선으로 변경.
- 2008년 3월 24일: 오이마치 선 전용 차고 완성.

## 역 구조
섬식 승강장 2면 4선의 지상역에서 교상역사를 가진다. 단, 역 소재지가 전체적으로 가지가야로 되면서 역사와 개찰구는 역전 도로와 동일 평면에서 접하고 승강장은 1층 만큼 낮아졌다.
일부의 각역정차는 본 역에서 급행과 준급의 통과 대기를 한다. 하행선(나가쓰타, 주오린칸 방면)은 1번 선의 급행 열차(통과) 및 통과 대기 없는 완행이, 2번 선은 통과 대기하는 각역정차가 사용한다. 상행선(시부야 방면)은 3번 선이 각역정차, 4번 선은 급행과 준급행 열차(통과)가 사용한다.
상하행선이 곡선 승강장이므로 열차가 문을 닫거나 발차할 때는 차장에 의한 모니터 감시가 아닌 역의 신호급소 내에 있는 역무원이 승강장을 직접 모니터로 감시하고 차장에게 문을 닫고 발차 신호를 보내고 있다. 그래서, 표시등 설비가 5량, 8량, 10량 편성의 최후미 인근 기둥에 있다.
2007년의 역 개량 공사로 4번 선은 통과 전용선으로 변경되었다. 승객들로부터 완전히 분리되어 플랫폼 상에는 안전 울타리가 설치되어 있다. 방향 표지판에는 "승차할 수 없습니다"로 표기되고 노란 점자 블록도 철거되었다. 열차 안내 표지판 4번 승강장에 대한 안내와 자동 안내 방송도 폐지되고 열차 통과 시에는 열차 안내 표지판에 "4번 선에 열차가 옵니다." 표시와 함께 경고 소리의 울림으로 변경되었다(역무원의 안내 방송이 있는 경우도 있다).
미야자키다이 방면에는 입환선이 있다. 과거에는 당역에 서는 열차도 설정되어 있었지만, 2009년 기준으로는 세타가야 구 다마가와 불꽃 놀이・가와사키 시 제정 기념 다마가와 불꽃 놀이 임시 열차 운행 시와 오이마치 선 차량의 유치에 따른 회차 등에 사용된다. 이에 선행하여 역사의 확대와 배리어 프리 대응 공사가 시공되었다. 역사가 주오린칸 방향으로 확장되고 확장된 위치에 승강장에 엘리베이터가
설치되었고, 역사 내 점포가 역사 아랫 부분에 화장실이 신설되었다. 버스 터미널의 이전은 버스의 회전실이 있던 것을 재정비한 것이다.

### 승강장
| 번호 | 노선        | 방향 | 행선                                                                |
| ---- | ----------- | ---- | ------------------------------------------------------------------- |
| 1・2 | 덴엔토시 선 | 하행 | 사기누마・나가쓰타・주오린칸 방면                                   |
| 3    | 덴엔토시 선 | 상행 | 후타코타마가와・시부야・ 한조몬 선 오시아게・ 도부 선 가스카베 방면 |
| 4    | 덴엔토시 선 | 상행 | (통과 열차 때문에 폐쇄)                                             |

## 역 주변
본 역은 다마 덴엔토시의 입구에 해당하는 역이다. 그래서 역 주변에는 덴엔토시 선 개통 이후에 개발로 세워진 주택지가 펼쳐진다. 역 주변에는 아파트도 많아 전체적으로 신흥 주택지 속의 역이라는 형태를 이루고 있다.
- 도큐 스토어 가지가야점
- 다카쓰 우체국
- 유초 은행 다카쓰점
- 국도 제246호선
- 가와사키 시민 플라자
- 호텔 가지가야 플라자
- 가와사키 국도 사무소
- 가와사키 시 농업 진흥 센터

## 인접역
| 도쿄 급행 전철 덴엔토시 선  | 도쿄 급행 전철 덴엔토시 선 | 도쿄 급행 전철 덴엔토시 선      |
| --------------------------- | -------------------------- | ------------------------------- |
| DT10 미조노쿠치 시부야 방면 | ■ 각역정차                 | 미야자키다이 DT12 주오린칸 방면 |